# Innocenzo e Vitale
I santi Innocenzo e Vitale sono ritenuti soldati della leggendaria Legione Tebea, uccisi dopo essersi dedicati all'evangelizzazione delle popolazioni locali.

## Agiografia
Nonostante l'ampia venerazione tributata nel corso dei secoli a questi due martiri soldati della Legione tebea, i loro nomi non compaiono nella originaria testimonianza di Eucherio di Lione (V secolo), bensì soltanto in una Passio posteriore del IX secolo. 
Secondo la leggenda, infatti, oltre ai santi Urso e Vittore, altri soldati sarebbero scampati al sanguinoso eccidio e avrebbero trovato rifugio in svariate località, ove poterono intraprendere l'opera di evangelizzazione, prima di essere catturati e subire anch'essi il martirio. 
Tra questi anche Innocenzo e Vitale, dei quali poco altro si può narrare.

## Culto
Le loro reliquie sarebbero state rinvenute nel cantone svizzero del Vallese, non lontano dall'antica Agauno (odierna Saint-Maurice) e furono traslate nell'antica abbazia di Saint-Maurice con gli altri soldati tebei. Ciò contribuì indubbiamente alla diffusione del culto di questi santi martiri, con conseguente dedicazione di numerose chiese ed altari, in particolare in Valle d'Aosta. 
La Chiesa cattolica li ricorda il 22 settembre.